# Liogenys testaceipennis
Liogenys testaceipennis är en skalbaggsart som beskrevs av Moser 1918. Liogenys testaceipennis ingår i släktet Liogenys och familjen Melolonthidae. Inga underarter finns listade i Catalogue of Life.